# 894-й винищувальний авіаційний полк (СРСР)
894-й винищувальний авіаційний полк (894 ВАП, в/ч 23257) — формування Військово-повітряних сил СРСР, що існувало у 1942—1992 роках.
Після розпаду СРСР у 1992 році полк увійшов до складу Збройних сил України і згодом був переформований як 39-та бригада тактичної авіації.

## Історія
Бойовий шлях 894-го винищувального авіаційного полку почався у 1942 році. що формувався в період з 1 квітня по 1 липня 1942 при 8-му запасному авіаційному полку 3-ї запасної авіаційної бригади, на аеродромі Багай-Баранівка Саратовської області, на основі 8 та 9 окремих винищувальних ескадрилей ППО по штату 015/174 на літаках Як-1. 5 липня 1942 р. полк розпочав активні бойові дії на Західному фронті. 9 липня 1942 року була отримана перша відома повітряна перемога: групою чотирьох Як-1 у повітряному бою в районі села Сіголаєво збито німецький винищувач Messerschmitt Bf 109. 23 липня 1942 р. на підставі телеграфного розпорядження ГУ ВПС Червоної армії полк у складі 20 екіпажів Як-1 було передано до складу військ ППО території країни і передислоковано на аеродром Дуплятка поблизу Борисоглєбська, де він, маючи змішаний склад, прикривав з повітря населені пункти Михайлівку і Новоанінський. Воював полк на ЛаГГ-3, Як-1 і Харікейнах. З 1 лютого 1943 р. по 1 березня 1944 р. брав участь в бойових діях Воронежського та 1-го Українського фронтів. 7 вересня 1944 р. полк перебазувався на аеродром Скоморохи. 19 січня 1944 року Президія Верховної Ради СРСР вручила полку Бойовий Червоний прапор.
6 січня 1946 року полк перейшов на штат мирного часу, що складався з 3-ьох ескадрилей. Згідно дерективи ГШ і наказу 9-го Повітряного винищувального корпусу перейшов до складу 120-ї авіадивізії.
З 1946 по 1947 роки полк прикриває дальні підступи до Києва та залізничного вузла в місті Житомир. В 1950 році полк переозброюється на реактивні МіГ-9, а в 1953 р. на МіГ-15. З 1 вересня 1959 року полк починає отримувати літаки Су-9.
З 25 листопада 1974 року по 17 березня 1975 року в частині проходив службу майбутній льотчик-космонавт СРСР Манаков Генадій Михайлович.
З 1 лютого 1979 року полк переозброюється на винищувачі 3-го покоління МіГ-23МЛ, МіГ-23МЛД.
В лютому 1992 року, після розпаду СРСР, полк в складі 28-го корпусу ППО ввійшов до складу 8-ї окремої армії ППО Збройних сил України. Згодом був переформований як 39-та бригада тактичної авіації.

## Підпорядкування
| Дата                                    | Фронт (округ)                                                       | Армія                                 | Корпус                               | Дивізія                                   | Примітка                            |
| --------------------------------------- | ------------------------------------------------------------------- | ------------------------------------- | ------------------------------------ | ----------------------------------------- | ----------------------------------- |
| 5 липня 1942 року                       | Приволзький військовий округ                                        | 1 Повітряна Армія                     |                                      | 215-та змішана авіаційна дивізія          | В діючій армії                      |
| 23 липня 1942 року — 5 червня 1943 року | Воронезько-Борисоглєбський дивізіонний район ППО, Воронезький фронт |                                       |                                      | 101-ша винищувальна авіаційна дивізія ППО |                                     |
| 5 червня 1943 — 01.12.43                | Воронезький район ППО                                               |                                       | 9-й винищувальний авіаційний корпус  |                                           |                                     |
| 01.12.43 — 29.02.44                     | Західний фронт ППО                                                  |                                       |                                      | 148-ма винищувальна авіаційна дивізія ППО | Виключений із діючої армії 01.01.45 |
| 5.2.46 — 3.60                           | Київський район ППО                                                 |                                       | 16-й винищувальний авіаційний корпус | 120-та винищувальна авіаційна дивізія ППО |                                     |
| 3.60 — 3.80                             | Київський військовий округ                                          | 8-ма окрема армія ППО                 |                                      | 19-та дивізія ППО                         |                                     |
| 80 — 82                                 | Прикарпатський військовий округ                                     |                                       |                                      |                                           |                                     |
| 82 — 4.84                               |                                                                     | 24-та Повітряна Армія                 |                                      | 138-ма винищувальна авіаційна дивізія     |                                     |
| 4.86 — 24.1.92                          |                                                                     | 2-га окрема Червонопрапорна армія ППО | 28-й корпус ППО                      |                                           |                                     |
| 24.1.92 — 1.6.92                        |                                                                     | 8-ма окрема армія ППО                 | 28-й корпус ППО                      |                                           |                                     |
| 1.6.92                                  | Західний район ППО                                                  |                                       |                                      |                                           |                                     |
| 2001                                    |                                                                     |                                       | 14 Авіаційний Корпус                 | 6 винищувальна авіаційна дивізія          |                                     |

## Командування
- 1-й: капітан Лєбєдєв 1 квітня 1942 — 14 травня 1942
- 2-й: капітан/майор Олексій Михайлович Полухін 14 травня 1942 — 27 березня 1943
- 3-й: майор Колесник Володимир Семенович 27 березня 1943 — 1946
- 4-й: підполковник Вишняков Олексій Петрович 1946 — 1948
- 5-й: майор Андрущенко Олексій Петрович 1948 — 1950
- 6-й: полковник Легута Михайло Данилович 1950 — 1954
- 7-й: полковник Тубалов Георгій Степанович 1954 — 1957
- 8-й: полковник Веретенніков Євген Васильович 1957 — 1961
- 9-й: підполковник Артеменко Анатолій Ілліч 1961 — 1963
- 10-й: полковник Власов Владлен Тимофійович 1963 — 1968
- 11-й: полковник Шмирков Генріх Іванович 1968 — 1974
- 12-й: полковник Дрогов Євген Костянтинович 1974 — 1978
- 13-й: полковник Макаревич Валерій Іванович 1978 — 1982
- 14-й: полковник Макарихін Вадим Максимович 1982 —1984
- 15-й: полковник Клубнічкін Михайло Миколайович 1984 —1988
- 16-й: полковник Самохвалов Олександр Павлович 1988 —1992